# پناهندگان در ایران

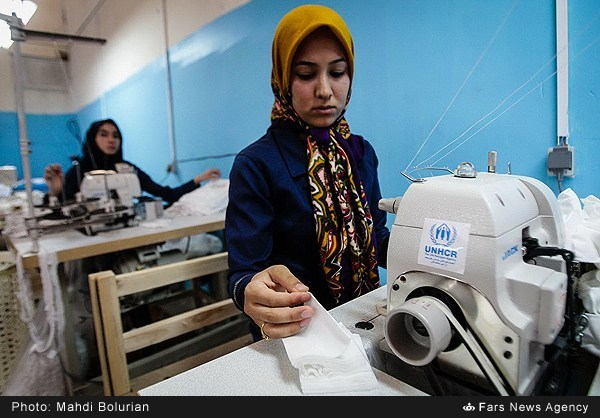
زن پناهجوی افغان در حال خیاطی در کمپ پناهندگان در مهمانشهر تربت‌جام

بر اساس آمارهای موجود از آژانس پناهدگان سازمان ملل تا سال ۲۰۲۳، ایران میزبان حدود ۷ میلیون پناهنده است که بیشتر آنها از افغانستان و عراق هستند که ایران را به چهارمین کشور دارای جمعیت پناهنده تبدیل کرده است. این آمار شامل پناهندگان ثبت‌شده و افرادی است که به دلیل شرایط بحرانی در کشورهای خود به ایران پناه آورده‌اند. ایران همچنان یکی از بزرگ‌ترین کشورهای میزبان پناهندگان در جهان محسوب می‌شود و به این افراد خدماتی مانند آموزش، بهداشت و معیشت ارائه می‌دهد.
سازمان ملل متحد از ایران برای نحوه میزبانی از میلیون‌ها پناهنده ستایش کرده‌است. از آنجا که افغانستان در سال‌های اخیر بی‌ثبات تر شده و اقتصاد آن راکد است پناهندگان افغان تمایلی به بازگشت داوطلبانه به کشورشان ندارند.
رهبر ایران در سال ۲۰۱۵ اعلام کرد هر کودک در ایران فارغ از مدارک سجلی اش باید در مدرسه پذیرفته شود. این باعث شد ۴۸٬۰۰۰ کودک افغان فاقد مدرک شناسایی در نظام آموزشی ثبت نام کنند. کمیساریای عالی پناهندگان سازمان ملل به همراه وزارت بهداشت ایران برای ارایه مراقبت سلامت اولیه به همه پناهندگان تلاش کرده‌اند. این مراقبت شامل واکسیناسیون، تنظیم خانواده و مراقبت مادر و کودک می‌شود.
موج اول پناهندگان خارجی در ایران آواره‌های حمله شوروی به افغانستان بودند. پس از جنگ ایران و عراق موج دیگری از آوارگان از عراق به ایران رفتند. بسیاری از آنان پس از حمله آمریکا به عراق به کشورشان برگشتند. در چارچوب طرح ساماندهی اتباع غیرمجاز، دولت ایران سعی در سرشماری و صدور مدارک برای پناهندگان و همچنین اخراج اتباع غیرمجاز دارد.
در موج دوم در تاریخ ۱۶ تیر ماه ۱۴۰۴ رئیس‌جمهور وقت ایران تصمیم به اخراج اتباع افغان از کشور گرفت، هرچند پیش از آن در خرداد ماه تصمیم دولت به آنها ابلاغ شده بود.
به طبق گفته ی دولت ایران اتباع غیرمجاز افغان که برگه های سرشماری مهاجرین را نداشتند، می‌بایستی تا تاریخ ۱۸ تیر ایران را ترک کرده بوده و بروند. هر چند پیش از آن هم عده ای از اتباع افغان که برگه های سرشماری مهاجرین را داشتند توسط مامورین بازداشت و به مکان هایی نامعلوم برده می‌شدند و همچنین تهدیدات و نهیب هایی از سمت دولت به سوی مردم عادی روانه شد که به اتباع افغان خانه اجاره ندهند و کار هم همچنین؛ و با این برخورد اقشار ضعیف اتباع افغان با مشکلات گسترده ای رو به رو شدند.

## در قوانین ایران
قانون اصلی پناهندگی در ایران آیین‌نامه پناهندگان مصوب سال ۱۳۴۲ است.بنا بر ماده ۱ آیین‌نامه اجرایی ماده (۱۸۰) قانون برنامه سوم توسعه ایران پناهنده کسی است که «به علت ترس موجه از اینکه به دلایل مربوط به نژاد یا مذهب، ملیت یا عضویت در بعضی گروه‌های‌اجتماعی یا داشتن عقاید سیاسی تحت شکنجه قرار گیرد. در خارج از کشور محل سکونت عادی خود بسر می‌برد و نمی‌تواند یا به علت ترس مذکور نمی‌خواهد خود را تحت حمایت آن کشور قرار دهد.»